# Strumigenys friedae
Strumigenys friedae är en myrart som beskrevs av Auguste-Henri Forel 1915. Strumigenys friedae ingår i släktet Strumigenys och familjen myror. Inga underarter finns listade i Catalogue of Life.